# Saša Borovnjak
Saša Borovnjak (in serbo Саша Боровњак?; Tenin, 30 luglio 1989) è un cestista serbo con cittadinanza portoghese.
È il fratello di Dejan, a sua volta cestista.

## Palmarès
- Coppa di Portogallo: 1

Porto: 2019
- Supercoppa del Portogallo: 2

Porto: 2016, 2019